# Famille Allison

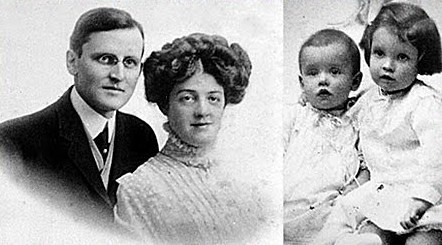
Photographies des membres de la famille Allison, c. 1912.

La famille Allison est une famille canadienne célèbre pour le sort tragique qu'elle a connu au cours du naufrage du Titanic dans la nuit du 14 au 15 avril 1912.
Hudson Allison est un courtier de banque né en Ontario le 9 décembre 1881. Il épouse en 1907, et contre la volonté de leurs familles respectives, Bessie Daniels, née le 14 novembre 1886. Le couple a deux enfants, Loraine (née le 5 juin 1909) et Trevor (né le 7 mai 1911). En 1912, la famille se rend au Royaume-Uni pour affaires, et y engage au passage du personnel de maison, dont la gouvernante Alice Cleaver, chargée de s'occuper du petit Trevor pendant le voyage de retour, à bord du Titanic.
Lorsque le navire fait naufrage, Cleaver emporte le bébé avec elle dans un canot de sauvetage, laissant le reste de la famille chercher en vain l'enfant. Les trois membres restants de la famille refusant de se séparer, ils coulent avec le navire. La jeune Loraine est le seul enfant de première et deuxième classe à mourir dans le naufrage.
Après le drame, Trevor est élevé par son oncle et sa tante, et meurt d'une intoxication alimentaire à 18 ans. Des années plus tard, une femme tente, sans succès, de se faire passer pour Loraine Allison qui aurait miraculeusement survécu. Enfin, l'histoire de la famille a été adaptée (de façon très romancée) dans la mini-série Le Titanic en 1996.

## Biographie

### Histoire de la famille

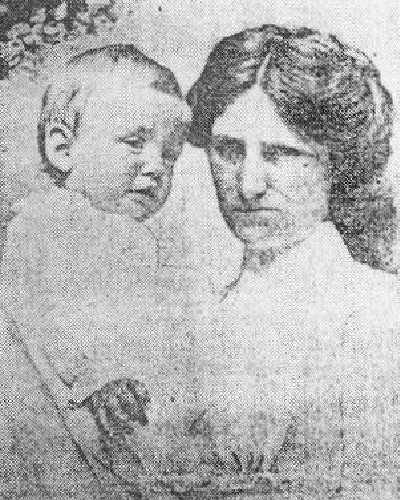
Alice Cleaver, la nourrice, et le bébé Trevor, seul membre de la famille rescapé du naufrage, posent pour la presse américaine après le sauvetage.

Hudson Joshua Allison naît le 9 décembre 1881 en Ontario. Éduqué dans la tradition méthodiste, il devient clerc puis courtier et connaît une carrière florissante dans le milieu des affaires. C'est au cours d'un de ses nombreux déplacements qu'il rencontre, dans un train, la jeune Bessie Waldo Daniels (née le 14 novembre 1886) dont il tombe amoureux. Tous deux se marient en 1907, contre l'avis de leurs parents.
Leur premier enfant, Loraine, naît le 5 juin 1909, puis suit le petit Trevor, le 7 mai 1911. En 1912, la famille est amenée à partir pour affaires au Royaume-Uni. Ils en profitent pour engager du personnel de maison qui doit les accompagner au Canada : George Swane, chauffeur, Mildred Brown, cuisinière, Alice Cleaver, nurse et Sarah Daniels, femme de chambre.

### Naufrage duTitanic
Les Allison et leurs domestiques embarquent le 10 avril 1912 à bord du prestigieux Titanic, en première classe. Ils s'y lient d'amitié avec leur compatriote Arthur Godfrey Peuchen.
Le 14 avril au soir, le navire heurte un iceberg et sombre. Alice Cleaver emmène avec elle Trevor jusqu'aux canots de sauvetage et embarque dans l'un d'eux. Dans le même temps le reste de la famille se lance à la recherche désespérée du petit dernier et refuse de se séparer. On ne sait s'ils ont finalement su que leur enfant était sauvé, mais il est certain que dans tous les cas, la nouvelle est arrivée trop tard pour qu'ils puissent quitter le navire. Loraine Allison devient ainsi le seul enfant des première et deuxième classes à périr dans le drame.
Parmi les domestiques, seul George Swane disparaît dans la catastrophe.

### Suites
Lorsque les rescapés arrivent à New York, Trevor est confié à son oncle et sa tante qui l'élèvent. Le 7 août 1929, il meurt d'une intoxication alimentaire.

## Postérité

### Loraine vivante?
En 1940, une femme du nom de Loraine Kramer déclare être Loraine Allison. Elle explique avoir été confiée au dernier moment à un homme nommé Hyde, qui serait en réalité le concepteur du navire, Thomas Andrews, et que celui-ci l'aurait élevée dans une ferme des États-Unis. Il est cependant rapidement établi qu'il s'agit d'un mensonge. Malgré cette quasi-certitude, la famille fait face à dix ans de procédure en reconnaissance et en indemnisation, jusqu'en 1951, de la part d'Helen "Loraine" Kramer, puis encore deux ans de procédure, de 2012 à 2014, de la part d'une petite-fille d'Helen Kramer. Ces poursuites s'éteignent car la supercherie a été définitivement établie en janvier 2014 après un test ADN,.

### À l'écran
L'histoire de la famille Allison est l'une des intrigues (très romancée) de la mini-série Le Titanic de 1996. Il reprend notamment la légende selon laquelle Alice Cleaver aurait été accusée quelques années plus tôt du meurtre d'un enfant dont elle avait la garde. Il s'agit d'une confusion avec une homonyme, Alice Mary Cleaver.

## Pour approfondir